# Джері (птах)
Джері (Hartertula flavoviridis) — вид горобцеподібних птахів родини Bernieridae. Вид раніше відносили до родини тимелієвих (Timaliidae).

## Поширення
Ендемік Мадагаскару. Поширений на півночі та сході країни. Мешкає у дощових лісах з густим пологом.

## Опис
Тіло завдовжки 12-13 см, вагою 9-11 г. Спина, крила, хвіст оливкового кольору. Голова чорна. Вуса та надбрівна смуга білі. На лиці є тонка червона маска. горло і груди жовті. Черево жовтувато-оливкове.

## Спосіб життя
Мешкає у гірських дощових лісах з густим підліском на висоті 500—1400 м над рівнем моря. Трапляється парами або невеликими сімейними групами. Живиться комахами та іншими безхребетними. Про репродуктивні звички цих птахів мало що відомо: це моногамні птахи, будують яйцеподібні гнізда серед чагарників на відстані 1–2 м від землі, в гнізді два яйця.